# Кирей (приток Ии)
Кирей (в верховье Большой Кирей) — река в Иркутской области России. Длина — 172 км, площадь водосборного бассейна — 3260 км².
Истоки Большого Кирея находятся на склонах Окинского и Шитского хребтов Восточного Саяна. Протекает большей частью по территории Тулунского района и лишь короткий отрезок нижнего течения проходит вдоль границы Тулунского и Куйтунского районов.
Впадает в реку Ию в 203,9 км от её устья по правому берегу. Основные притоки — Кирейская Тагна, Большая Ильмига и Ярма.
Ширина реки в районе села Уйгат и деревни Кривуши — 90—100 метров, глубина — 1,7 м, дно твёрдое, скорость течения — 1 м/с.
По данным наблюдений с 1959 по 1990 год среднегодовой расход воды в 22 км от устья составляет 42,42 м³/с, максимальный расход приходится на июль, минимальный — на март.
| Средний расход воды (м³/с) реки Кирей по месяцам с 1959 по 1990 гг. (замеры производились на гидрологическом посту в 22 км от устья) |

## Данные водного реестра
По данным государственного водного реестра России и геоинформационной системы водохозяйственного районирования территории РФ, подготовленной Федеральным агентством водных ресурсов:
- Бассейновый округ — Ангаро-Байкальский
- Речной бассейн — Ангара
- Речной подбассейн — Ангара до створа гидроузла Братского водохранилища
- Водохозяйственный участок — Ия